# Gnetum oxycarpum
Gnetum oxycarpum — вид голонасінних рослин класу гнетоподібних.

## Поширення, екологія
Країни проживання: Індонезія (Суматра). Природним місцем існування є тропічний дощовий ліс низовини.

## Загрози та охорона
Головною загрозою є втрата місць проживання через очищення лісу для товарних культур і через лісозаготівлі. Близько 47% (1905 км2) острова Сіберут охороняється як національний парк Сіберут. Невідомо, чи є цей вид в цьому парку, але це не виключено.